# Administration fiscale finlandaise
L'Administration fiscale finlandaise (finnois : Verohallinto, suédois : Skatteförvaltningen) est une autorité chargée de percevoir les impôts en Finlande.

## Présentation
C'est une agence gouvernementale chargée de la fiscalité en Finlande sous la supervision du ministère des Finances de Finlande.